# José María Bocanegra
Pour les articles homonymes, voir Bocanegra (homonymie).
José María Bocanegra y Villalpando (25 mai 1787 - 23 juillet 1862) est un homme d'État mexicain, né dans l'État de Aguascalientes. 

## Biographie
Il fait des études de droit au Colegio de San Ildefonso de Mexico. Avant l'indépendance, il est avocat à l'Audiencia. Lorsque Vicente Guerrero abandonne temporairement la présidence pour aller combattre une rébellion à Xalapa, il est président de la République par intérim durant moins d'une semaine, du 18 au 23 décembre 1829, avant que le triumvirat de Lucas Alamán, Luis Quintanar et Pedro Vélez ne prenne le pouvoir (pour huit jours). Ministre des finances de Santa Anna puis ministre des Relations extérieures et intérieures de Bustamante et de Nicolás Bravo, il est choisi par Anastasio Bustamante comme potentiel successeur comme président à vie, mais Bustamante est renversé ce qui empêche Bocanegra d'accéder au pouvoir. 
Son neveu Francisco González Bocanegra est l'auteur des paroles originales de l'hymne national mexicain,.